# سنجاب غول‌پیکر سیاه
سنجاب غول‌پیکر سیاه (نام علمی: Ratufa bicolor) نام یک گونه از سرده سنجاب غول‌پیکر است.